# AGIL Volley 2012-2013
Questa voce raccoglie le informazioni riguardanti l'AGIL Volley nelle competizioni ufficiali della stagione 2012-2013.

## Stagione

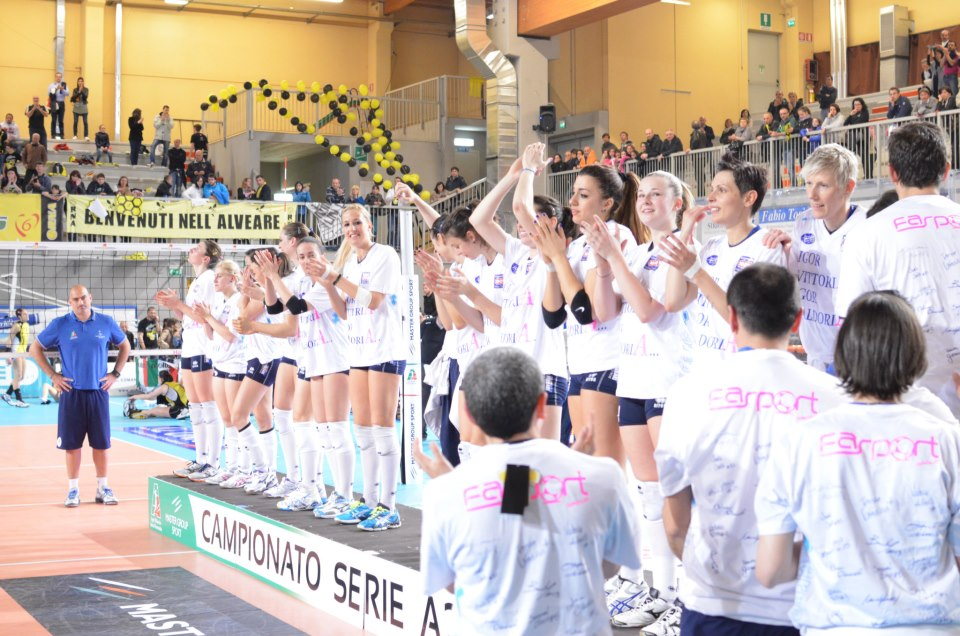
L'AGIL Volley festeggia la promozione in Serie A1

A seguito della fusione dell'Asystel Volley nel Gruppo Sportivo Oratorio Pallavolo Femminile Villa Cortese, l'amministrazione comunale di Novara, si è impegnata a continuare la tradizione pallavolistica della città: la scelta è stata quella non di formare una nuova squadra, ma di richiamare l'AGIL Volley, ritornata con la propria sede a Trecate dopo aver abbandonato la Serie A1 al termine della stagione 2002-03, cedendo il titolo al gruppo Asystel ed impegnarsi a creare una formazione competitiva. La nuova squadra, sponsorizzata dall'Igor Gorgonzola, riparte dalla Serie A2, acquistando il titolo sportivo del rinunciatario Volley Club 1999 Busnago: in panchina viene chiamato l'allenatore Stefano Colombo, mentre la rosa viene ovviamente rivoluzionata, rispetto a quella della squadra trecatese, che aveva disputato nella stagione precedente, il campionato di Serie B2; dal club di Busnago arrivano Mi-Na Kim e Valeria Alberti, mentre dal Loreto vengono acquistate le centrali Luisa Casillo e Sara Giuliodori, a cui poi si aggiungono le due straniere Ivana Bramborová e Tereza Vanžurová, quest'ultima però vittima di un brutto infortunio poco prima dell'inizio della stagione e sostituita da Virginie De Carne, ritornata a calcare i campi da gioco, dopo essersi ritirata dalla pallavolo agonistica nel 2011.
L'avvio in campionato è dei migliori e dopo poche giornate l'AGIL si trova solitaria in testa alla classifica: in tutto il girone di andata è vittima di una sola sconfitta, alla nona giornata, in casa del Volley Soverato; la prima fase si conclude quindi con il primo posto in classifica, tallonata dal Volleyball Casalmaggiore e dalla Pallavolo Ornavasso. Anche il girone di ritorno è ricco di vittorie, ma una sconfitta casalinga contro la Pallavolo Villanterio e diverse vittorie al tie-break, consentono alla squadra di Casalmaggiore di avvicinare l'AGIL: le due sconfitte contro l'IHF Volley Frosinone e lo stesso VB Casalmaggiore, permettono a quest'ultima l'aggancio in testa alla classifica proprio alla formazione novarese, che tuttavia resta prima per il maggior numero di vittorie; nell'ultima giornata l'AGIL Volley vince contro la Pallavolo Ornavasso e festeggia la promozione in Serie A1, dove ritorna dopo dieci anni.
Nella Coppa Italia di Serie A2, l'AGIL Volley affronta negli ottavi di finale la Pallavolo Villanterio, che supera sia nella gara di andata che di ritorno, così come supera nei quarti di finale la Polisportiva Antares di Sala Consilina: in semifinale gioca contro l'IHF Frosinone, ma dopo aver vinto in trasferta nella gara di andata, cede in quella di ritorno, venendo eliminata dalla competizione, dopo aver perso il Golden Set.

## Organigramma societario
Area direttiva
- Presidente: Giovanna Saporiti
- Vicepresidente: Monica Loro
- General manager: Enrico Marchioni
- Staff amministrativo: Fabrizio Zucconi, Paola Gatti, Monica Loro

Area organizzativa
- Team manager: Paola Gatti
- Segreteria generale: Monica Loro, Barbara Bertoni, Lorena Garau
- Direttore sportivo: Alessandro Sandretti

Area tecnica
- Allenatore: Stefano Colombo
- Allenatore in seconda: Daniele Adami
- Addetto statistiche: Davide Fossale

Area comunicazione
- Ufficio stampa: Giusy Trimboli
- Webmaster: Enzo Lassandro
- Staff campo: Sergio Boieri
- Fotografo: Monica Buzzoni

Area marketing
- Ufficio marketing: Sandra Luzzani
- Biglietteria: Barbara Bertoni, Lorena Garau

Area sanitaria
- Medico: Stefania Valenza
- Preparatore atletico: Alessandro Orlando
- Fisioterapista: Stefania Bodini, Giovanna Malchiodi, Alessandro Spallino

## Rosa
| N° | Nome               | Ruolo | Data di nascita  | Nazionalità sportiva |
| -- | ------------------ | ----- | ---------------- | -------------------- |
| 1  | Luisa Casillo      | C     | 8 luglio 1988    | Italia               |
| 3  | Valeria Rosso      | S     | 24 ottobre 1981  | Italia               |
| 5  | Mi-Na Kim          | P     | 4 febbraio 1984  | Italia               |
| 6  | Serena Olocco      | S     | 2 marzo 1989     | Italia               |
| 7  | Sara Giuliodori    | C     | 5 giugno 1983    | Italia               |
| 8  | Laura Garavaglia   | S     | 28 dicembre 1989 | Italia               |
| 9  | Silvia Bersighelli | P     | 26 marzo 1988    | Italia               |
| 10 | Sonia Candi        | S     | 8 novembre 1993  | Italia               |
| 11 | Tereza Vanžurová   | S     | 4 aprile 1991    | Rep. Ceca            |
| 12 | Valeria Alberti    | L     | 9 maggio 1984    | Italia               |
| 13 | Ivana Bramborová   | S/O   | 11 aprile 1985   | Slovacchia           |
| 15 | Ylenia Migliorin   | S     | 16 giugno 1989   | Italia               |
| 17 | Giulia Prencipe    | L     | 11 aprile 1991   | Italia               |
| 18 | Virginie De Carne  | S/O   | 25 maggio 1977   | Belgio               |

## Mercato
| Acquisti | Acquisti           | Acquisti    | Acquisti   |
| R.       | Nome               | da          | Modalità   |
| -------- | ------------------ | ----------- | ---------- |
| L        | Valeria Alberti    | Busnago     | definitivo |
| P        | Silvia Bersighelli | Chieri      | definitivo |
| S/O      | Ivana Bramborová   | Villanterio | definitivo |
| C        | Sonia Candi        | Forlì       | definitivo |
| C        | Luisa Casillo      | Loreto      | definitivo |
| S/O      | Virginie De Carne  | inattiva    | definitivo |
| S        | Laura Garavaglia   | Red         | definitivo |
| C        | Sara Giuliodori    | Loreto      | definitivo |
| P        | Mi-Na Kim          | Busnago     | definitivo |
| S        | Ylenia Migliorin   | ?           | definitivo |
| S        | Serena Olocco      | Caselle     | definitivo |
| L        | Giulia Prencipe    | Red         | definitivo |
| S        | Valeria Rosso      | Santa Croce | definitivo |
| S        | Tereza Vanžurová   | Olymp Praha | definitivo |

| ? |

## Risultati

### Serie A2

#### Girone di andata
| 1ª giornata - 7 ottobre 2012 Sporting Palace, Novara         | AGIL          | 3 - 1 | Terre Verdiane | 21-25, 25-18, 25-12, 25-17        |
| 2ª giornata - 14 ottobre 2012 PalaPozzillo, Sala Consilina   | Antares       | 2 - 3 | AGIL           | 22-25, 23-25, 25-23, 25-18, 11-15 |
| 3ª giornata - 21 ottobre 2012 Sporting Palace, Novara        | AGIL          | 3 - 0 | San Casciano   | 25-19, 25-22, 25-23               |
| 4ª giornata - 28 ottobre 2012 PalaRavizza, Pavia             | Pavia         | 0 - 3 | AGIL           | 19-25, 14-25, 22-25               |
| 5ª giornata - 4 novembre 2012 Sporting Palace, Novara        | AGIL          | 3 - 0 | Verona         | 25-20, 25-17, 25-12               |
| 6ª giornata - 11 novembre 2012 PalaBellina, Marsala          | Marsala       | 0 - 3 | AGIL           | 12-25, 27-29, 10-25               |
| 7ª giornata - 18 novembre 2012 Sporting Palace, Novara       | AGIL          | 3 - 0 | Cadelbosco     | 28-26, 25-17, 25-15               |
| 8ª giornata - 25 novembre 2012 Sporting Palace, Novara       | AGIL          | 3 - 0 | San Vito       | 25-17, 25-18, 26-24               |
| 9ª giornata - 2 dicembre 2012 PalaScoppa, Soverato           | Soverato      | 3 - 0 | AGIL           | 25-17, 25-10, 25-23               |
| 10ª giornata - 9 dicembre 2012 Palazzetto dello Sport, Flero | Flero         | 1 - 3 | AGIL           | 29-31, 16-25, 26-24, 13-25        |
| 11ª giornata - 16 dicembre 2012 Sporting Palace, Novara      | AGIL          | 3 - 1 | IHF            | 25-22, 25-23, 23-25, 25-15        |
| 12ª giornata - 22 dicembre 2012 PalaFarina, Viadana          | Casalmaggiore | 2 - 3 | AGIL           | 25-23, 27-25, 19-25, 23-25, 12-15 |
| 13ª giornata - 26 dicembre 2012 Sporting Palace, Novara      | AGIL          | 3 - 2 | Ornavasso      | 22-25, 25-23, 25-14, 14-25, 15-7  |

#### Girone di ritorno
| 14ª giornata - 13 gennaio 2013 PalaLiabel, Salsomaggiore Terme                     | Terre Verdiane | 0 - 3 | AGIL          | 19-25, 23-25, 17-25               |
| 15ª giornata - 20 gennaio 2013 Sporting Palace, Novara                             | AGIL           | 3 - 0 | Antares       | 25-19, 25-18, 25-19               |
| 16ª giornata - 3 febbraio 2013 Palazzetto dello Sport, San Casciano in Val di Pesa | San Casciano   | 2 - 3 | AGIL          | 23-25, 22-25, 25-19, 25-23, 11-15 |
| 17ª giornata - 10 febbraio 2013 Sporting Palace, Novara                            | AGIL           | 2 - 3 | Pavia         | 23-25, 18-25, 25-23, 25-15, 9-15  |
| 18ª giornata - 17 febbraio 2013 PalaGeorge, Montichiari                            | Verona         | 0 - 3 | AGIL          | 17-25, 28-30, 13-25               |
| 19ª giornata - 24 febbraio 2013 Sporting Palace, Novara                            | AGIL           | 3 - 0 | Marsala       | 25-23, 25-22, 27-25               |
| 20ª giornata - 3 marzo 2013 Palazzetto dello Sport, Cadelbosco di Sopra            | Cadelbosco     | 2 - 3 | AGIL          | 22-25, 25-21, 25-19, 19-25, 10-15 |
| 21ª giornata - 10 marzo 2013 PalaMacchitella, San Vito dei Normanni                | San Vito       | 0 - 3 | AGIL          | 22-25, 12-25, 13-25               |
| 22ª giornata - 24 marzo 2013 Sporting Palace, Novara                               | AGIL           | 3 - 1 | Soverato      | 25-14, 25-16, 22-25, 25-21        |
| 23ª giornata - 30 marzo 2013 Sporting Palace, Novara                               | AGIL           | 3 - 1 | Flero         | 25-23, 23-25, 25-23, 25-17        |
| 24ª giornata - 7 aprile 2013 Palazzetto dello Sport, Frosinone                     | IHF            | 3 - 2 | AGIL          | 26-28, 23-25, 25-15, 25-22, 15-10 |
| 25ª giornata - 14 aprile 2013 Sporting Palace, Novara                              | AGIL           | 0 - 3 | Casalmaggiore | 20-25, 22-25, 21-25               |
| 26ª giornata - 20 aprile 2013 PalaBattisti, Verbania                               | Ornavasso      | 1 - 3 | AGIL          | 25-17, 21-25, 20-25, 20-25        |

### Coppa Italia di Serie A2

#### Fase ad eliminazione diretta
| Ottavi di finale (andata) - 23 settembre 2012 Sporting Palace, Novara     | AGIL    | 3 - 0 | Pavia   | 25-18, 26-24, 25-19                         |
| Ottavi di finale (ritorno) - 30 settembre 2012 PalaRavizza, Pavia         | Pavia   | 0 - 3 | AGIL    | 17-25, 16-25, 22-25                         |
| Quarti di finale (andata) - 23 gennaio 2013 Sporting Palace, Novara       | AGIL    | 1 - 3 | Antares | 14-25, 22-25, 25-23, 15-25                  |
| Quarti di finale (ritorno) - 27 gennaio 2013 PalaPozzillo, Sala Consilina | Antares | 3 - 1 | AGIL    | 24-26, 25-14, 25-18, 25-18                  |
| Semifinali (andata) - 13 febbraio 2013 Palazzetto dello Sport, Frosinone  | IHF     | 1 - 3 | AGIL    | 23-25, 25-22, 18-25, 16-25                  |
| Semifinali (ritorno) - 20 febbraio 2013 Sporting Palace, Novara           | AGIL    | 1 - 3 | IHF     | 25-20, 20-25, 23-25, 20-25 Golden Set: 9-15 |

## Statistiche

### Statistiche di squadra
| Competizione | Punti | In casa | In casa | In casa | In trasferta | In trasferta | In trasferta | Totale | Totale | Totale |
| Competizione | Punti | G       | V       | P       | G            | V            | P            | G      | V      | P      |
| ------------ | ----- | ------- | ------- | ------- | ------------ | ------------ | ------------ | ------ | ------ | ------ |
| Serie A2     | 63    | 13      | 11      | 2       | 13           | 11           | 2            | 26     | 22     | 4      |
| Coppa Italia | -     | 3       | 2       | 1       | 3            | 3            | 0            | 6      | 5      | 1      |
| Totale       | -     | 16      | 13      | 3       | 16           | 14           | 2            | 32     | 27     | 5      |

G = partite giocate; V = partite vinte; P = partite perse

### Statistiche dei giocatori
| Giocatore      | Serie A2 | Serie A2 | Serie A2 | Serie A2 | Serie A2 | Coppa Italia di Serie A2 | Coppa Italia di Serie A2 | Coppa Italia di Serie A2 | Coppa Italia di Serie A2 | Coppa Italia di Serie A2 | Totale | Totale | Totale | Totale | Totale |
| Giocatore      | P        | PT       | AV       | MV       | BV       | P                        | PT                       | AV                       | MV                       | BV                       | P      | PT     | AV     | MV     | BV     |
| -------------- | -------- | -------- | -------- | -------- | -------- | ------------------------ | ------------------------ | ------------------------ | ------------------------ | ------------------------ | ------ | ------ | ------ | ------ | ------ |
| V. Alberti     | 26       | -        | -        | -        | -        | 6                        | -                        | -                        | -                        | -                        | 32     | -      | -      | -      | -      |
| S. Bersighelli | 10       | 2        | ?        | ?        | ?        | 3                        | 2                        | 2                        | 0                        | 0                        | 13     | 4      | ?      | ?      | ?      |
| I. Bramborová  | 23       | 243      | ?        | ?        | ?        | 5                        | 55                       | 42                       | 6                        | 7                        | 27     | 298    | ?      | ?      | ?      |
| S. Candi       | 17       | 48       | ?        | ?        | ?        | 4                        | 4                        | 2                        | 1                        | 1                        | 21     | 52     | ?      | ?      | ?      |
| L. Casillo     | 24       | 210      | ?        | ?        | ?        | 6                        | 55                       | 36                       | 16                       | 3                        | 30     | 265    | ?      | ?      | ?      |
| V. De Carne    | 23       | 349      | ?        | ?        | ?        | 4                        | 61                       | 50                       | 2                        | 9                        | 27     | 410    | ?      | ?      | ?      |
| L. Garavaglia  | 19       | 49       | ?        | ?        | ?        | 6                        | 21                       | 16                       | 1                        | 4                        | 25     | 70     | ?      | ?      | ?      |
| S. Giuliodori  | 24       | 193      | ?        | ?        | ?        | 6                        | 50                       | 25                       | 23                       | 2                        | 30     | 243    | ?      | ?      | ?      |
| M. Kim         | 26       | 51       | ?        | ?        | ?        | 6                        | 13                       | 3                        | 7                        | 3                        | 32     | 64     | ?      | ?      | ?      |
| Y. Migliorin   | 8        | 4        | ?        | ?        | ?        | 2                        | 4                        | 4                        | 0                        | 0                        | 10     | 8      | ?      | ?      | ?      |
| S. Olocco      | 5        | 6        | ?        | ?        | ?        | 2                        | 3                        | 2                        | 1                        | 0                        | 7      | 9      | ?      | ?      | ?      |
| G. Prencipe    | 7        | -        | -        | -        | -        | 3                        | -                        | -                        | -                        | -                        | 10     | -      | -      | -      | -      |
| V. Rosso       | 25       | 448      | ?        | ?        | ?        | 6                        | 121                      | 100                      | 9                        | 12                       | 31     | 569    | ?      | ?      | ?      |
| T. Vanžurová   | 10       | 118      | ?        | ?        | ?        | 2                        | 18                       | 16                       | 1                        | 1                        | 12     | 136    | ?      | ?      | ?      |

P = presenze; PT = punti totali; AV = attacchi vincenti; MV = muri vincenti; BV = battute vincenti